# ApowerPDF
ApowerPDFは、Apowersoft社が開発しているPDF作成・編集ソフトである。

## 概要
PDFのコンテンツ編集、テキストと画像の追加、ページの抽出と結合、パスワード保護、ウォーターマークと電子印鑑の挿入、フォーム作成など、PDFに関する機能を多く備えている。WindowsとMacの両方に対応。

## 機能
ApowerPDFの主な機能は次のとおり。
- PDFの作成
- PDFの変換（PDFからWord、Excel、パワーポイント、テキスト、HTML、PNGなどに）
- PDFのコンテンツ編集
- テキストと画像の追加
- 注釈と描画
- ページ管理（分割・結合・抽出・置換・トリミングなど）
- パスワードの追加と解除
- 電子サインと透かし
- フォーム作成